# فرد هاكيت
فرد هاكيت (بالإنجليزية: Fred Hackett)‏ هو سياسي نيوزلندي، ولد في 1902 في ساوثهامبتون في المملكة المتحدة، وتوفي في 19 مارس 1963 في أوكلاند في نيوزيلندا. حزبياً، نشط في حزب العمال النيوزيلندي. وقد انتخب عضو مجلس النواب النيوزيلندي.